# 石生脚骨脆
石生脚骨脆（学名：Casearia calciphila）为大风子科脚骨脆属下的一个种。

## 扩展阅读
- 維基物種上的相關：石生脚骨脆